# Platyneuron praealtum
Platyneuron praealtum är en bladmossart som beskrevs av Ryszard Ochyra och Bednarek-ochyra 1997. Platyneuron praealtum ingår i släktet Platyneuron och familjen Dicranaceae. Inga underarter finns listade i Catalogue of Life.